# Fiodor Gołowin (1650–1706)
Fiodor Aleksiejewicz Gołowin (ros. Фёдор Алексе́евич Голови́н; ur. 9 listopada 1650, zm. 10 sierpnia 1706) – rosyjski polityk, dyplomata i hrabia. Wpływowy współpracownik i doradca Piotra Wielkiego.

## Życiorys
Był potomkiem rodziny z Bizancjum. Podczas regencji siostry Piotra I, Zofii Aleksiejewny, wysłany został nad Amur, by bronić granicy przed wojskami Cesarstwa Chińskiego. Granicy nie udało się utrzymać i Gołowin zawarł w 1689 traktat pokojowy z Chinami, w którym Rosja zwróciła Chińczykom większość terytoriów nad Amurem. W roku 1697, w czasie podróży Piotra do krajów zachodnich, Gołowin zajmował w delegacji drugie miejsce po Franzu Leforcie i otrzymał zadanie werbowania marynarzy i kupna materiałów potrzebnych do konstrukcji rosyjskiej floty. Dwa lata później, po śmierci Leforta, Gołowin został mianowany marszałkiem, pierwszym w Rosji hrabią i jako pierwszy otrzymał nowo ustanowiony Order św. Andrzeja Apostoła Pierwszego Powołania.
Od tego roku do śmierci Gołowin kierował rosyjską polityką zagraniczną i pełnił funkcję premiera. W roku 1700 zawarł z Wielką Portą traktat w Konstantynopolu, który m.in. gwarantował rozejm na okres lat 30. i przekazał Rosji terytorium koło Azowa. Jego śmierć była wielkim ciosem dla Piotra I, który zawiadomienie o śmierci Gołowina podpisał słowami „Piotr pełen smutku”.